# Zoetwaterpoliepen
Zoetwaterpoliepen behoren tot de klasse Hydrozoa, van de stam Cnidaria. De klasse kent verder hoofdzakelijk mariene vertegenwoordigers.
In Nederland en België komen met name soorten uit het geslacht Hydra voor. Deze zijn eenmaal uit het water nauwelijks waar te nemen omdat ze zich intrekken en er dan slechts een klein bolletje overblijft. Onder water rolt de poliep zijn tentakels juist zo ver mogelijk uit om kleine diertjes en andere voedseldeeltjes te vangen. Deze tentakels, waarop netelcellen aanwezig zijn, dienen om hun prooi eerst te verdoven of te verlammen.
Het zijn sessiele dieren die zich meestal aseksueel voortplanten door middel van knopvorming. Er komt een laagje los, dat trilhaartjes (ciliën) heeft, die zorgen voor de voortbeweging van de planula-larve. Wanneer de larve volgroeid is, zet deze zich weer vast op de bodem, zodat de poliep zich weer kan delen, waarmee de cyclus rond is.